# San Francisco 49ers 1973
La stagione 1973 dei San Francisco 49ers è stata la 24ª della franchigia nella National Football League. La squadra veniva da tre qualificazioni ai playoff consecutive ma concluse solo con un record di 5-9, rimanendo fuori dalla post-season.

## Partite

### Stagione regolare
| Turno | Data       | Avversario             | Risultato | Pubblico |
| ----- | ---------- | ---------------------- | --------- | -------- |
| 1     | 16/9/1973  | at Miami Dolphins      | S 21–13   | 68,275   |
| 2     | 23/9/1973  | at Denver Broncos      | V 36–34   | 50,966   |
| 3     | 30/9/1973  | Los Angeles Rams       | S 40–20   | 57,487   |
| 4     | 7/10/1973  | at Atlanta Falcons     | V 13–9    | 51,107   |
| 5     | 14/10/1973 | Minnesota Vikings      | S 17–13   | 56,438   |
| 6     | 21/10/1973 | New Orleans Saints     | V 40–0    | 52,881   |
| 7     | 28/10/1973 | Atlanta Falcons        | S 17–3    | 56,825   |
| 8     | 4/11/1973  | at Detroit Lions       | S 30–20   | 49,531   |
| 9     | 11/11/1973 | at Washington Redskins | S 33–9    | 54,381   |
| 10    | 18/11/1973 | at Los Angeles Rams    | S 31–13   | 78,358   |
| 11    | 26/11/1973 | Green Bay Packers      | V 20–6    | 49,244   |
| 12    | 2/12/1973  | Philadelphia Eagles    | V 38–28   | 51,155   |
| 13    | 9/12/1973  | at New Orleans Saints  | S 16–10   | 62,490   |
| 14    | 15/12/1973 | Pittsburgh Steelers    | S 37–14   | 52,252   |